# Mlékojedy
Mlékojedy är en ort i Tjeckien.   Den ligger i regionen Ústí nad Labem, i den nordvästra delen av landet, 50 km norr om huvudstaden Prag. Mlékojedy ligger 148 meter över havet och antalet invånare är 171.
Terrängen runt Mlékojedy är platt åt sydost, men åt nordväst är den kuperad.Runt Mlékojedy är det ganska tätbefolkat, med 67 invånare per kvadratkilometer. Närmaste större samhälle är Ústí nad Labem, 16,1 km norr om Mlékojedy. Trakten runt Mlékojedy består till största delen av jordbruksmark.